# سیکل رانکین آلی

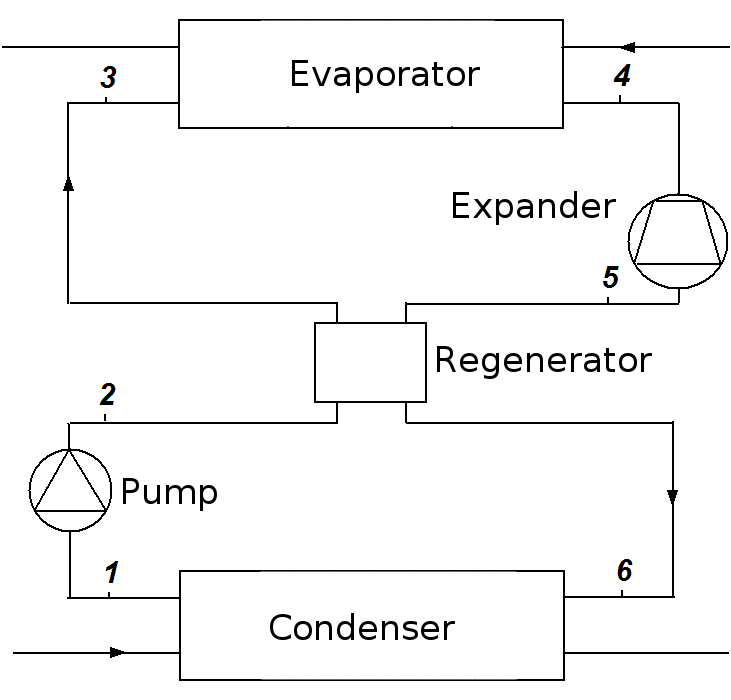
ORC با بازیاب

سیکل آلی رانکین (ORC) به دلیل استفاده از یک سیال ارگانیک با جرم مولکولی بالا نامگذاری شده‌است، که تغییر فاز مایع-بخار یا نقطه جوش آن در دمایی کمتر از دمای تغییر فاز آب-بخار روی می‌دهد. سیال به سیکل رانکین اجازه بازیابی حرارتی از منابعی با دمای پایین را می‌دهد مثل احتراق زیست توده، تلفات حرارتی صنایع، زمین گرمایی، خورشیدی و… حرارت دما پایین به کار مفید تبدیل می‌گردد، که خود نیز قابلیت تبدیل به الکتریسیته را دارد.
این تکنولوژی در اواخر دهه ۱۹۵۰ توسط Lucien Bronicki و Harry Zvi Tabor توسعه یافت.
موتورهای نفتا، که در ساختار مشابه سیکل رانکین آلی هستند اما کاربرد متفاوتی دارند، در اوایل دهه ۱۸۹۰ استفاده می‌شدند.

## نحوه کارکرد ORC

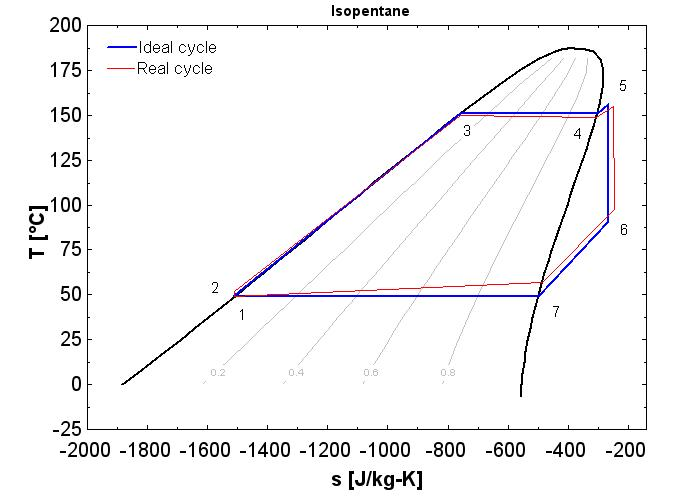
نمودار دما_آنتروپی برای ORC ایده‌آل / واقعی

شیوه کارکرد سیکل رانکین آلی شبیه سیکل رانکین است: سیال عامل به یک دیگ بخار جایی که تبخیر می‌شود پمپاژ می‌گردد، از یک دستگاه منبسط کننده (توربین، پیچ، اسکرول، یا منبسط کننده ای دیگر) عبور کرده و سپس از طریق یک چگالنده مایع شده و به پمپ بازمی‌گردد.
در سیکل ایده‌آل که با مدل تئوری موتورها تشریح شد، فرایندهای انبساطایزوتروپیک و فرایندهای تبخیر و تراکم هم فشار فرض می‌شوند.
در هر سیکل واقعی، حضور بازگشت‌ناپذیری‌ها باعث کاهش کارایی سیکل می‌شود. این برگشت‌ناپذیری‌ها اساساً طی فرایندهای زیر رخ می‌دهند:
- در طول انبساط: تنها بخشی از انرژی ناشی از احتلاف فشار قابل تبدیل به کار مفید است. بخش دیگر به گرما تبدیل می‌شود و از بین می‌رود. راندمان منبسط کننده با مقایسه کار واقعی و کار ایزنتروپیک حاصل می‌گردد.
- در مبدل‌های حرارتی: سیال عامل یک مسیر طولانی و مارپیچ را طی می‌کند تا تبادل حرارتی خوبی را سبب شود اما باعث افت فشار می‌گردد که میزان توان قابل بازیافت را از چرخه کاهش می‌دهد. به همین ترتیب، تفاوت دما بین منبع گرما / سرما و سیال عامل باعث تخریب اگزرژی می شود و عملکرد چرخه را کاهش می‌دهد.

## بهبود چرخه رانکین آلی
در خصوص «سیال خشک»، چرخه را می‌توان با استفاده از یک بازیاب حرارتی بهبود داد: از آنجا که سیال به حالت دوفازی در انتهای انبساط نمی‌رسد، دمای آن در این نقطه بالاتر از دمای چگالش است. این دمای بالای سیال می‌تواند به عنوان پیش گرم سیال قبل از ورود به تبخیرکننده استفاده شود.
بنابراین مبدل حرارتی جریان مخالف (گاز به مایع) بین خروجی منبسط کننده و ورودی کندانسور نصب می‌شود. توان موردنیاز از منبع حرارتی کاهش می‌باید پس راندمان افزایش می‌یابد.

## کاربرد ORC

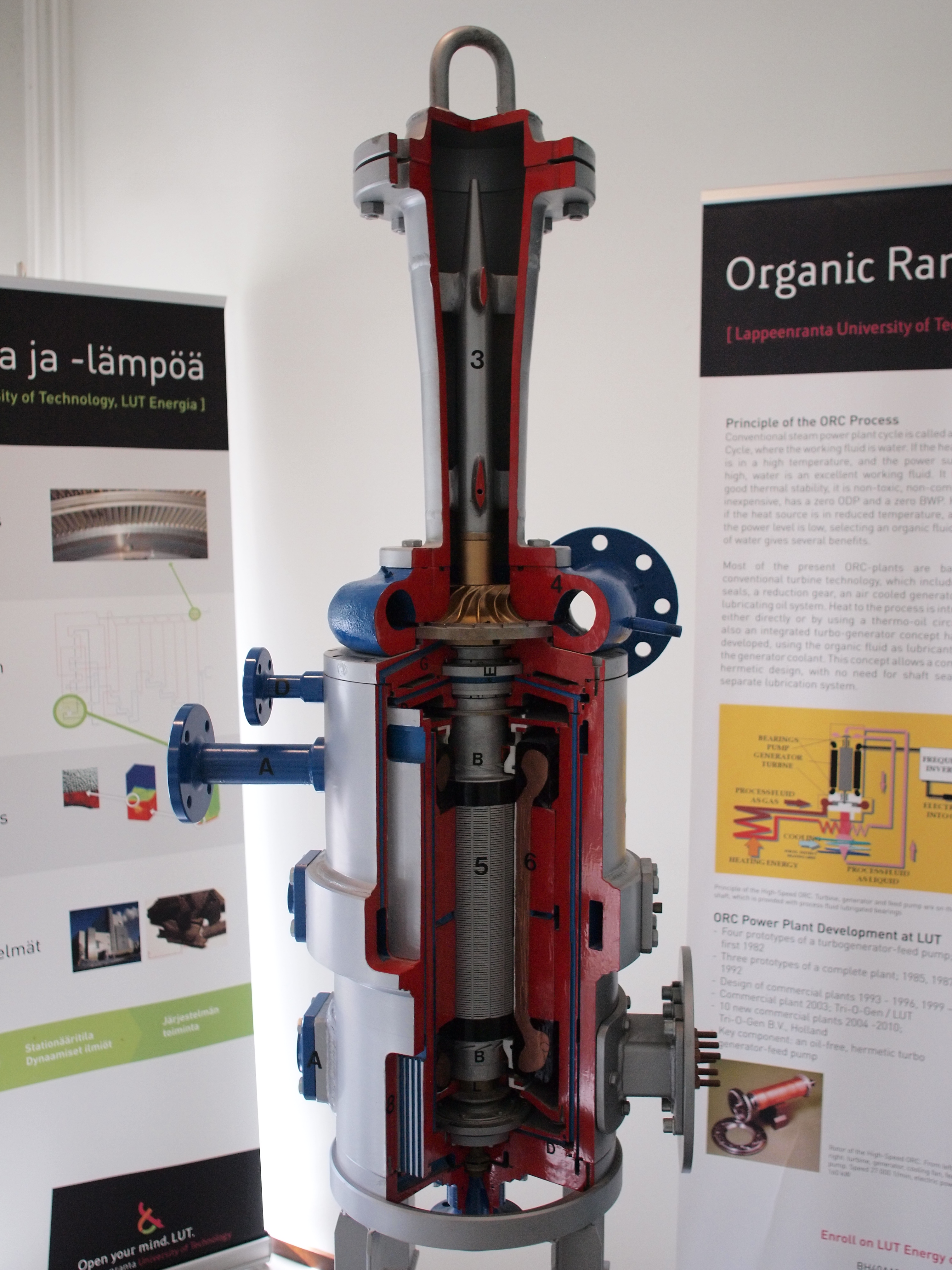
توربو ژنراتور ۷۵ کیلو ولت در یک نیروگاه آزمایشی در لپنرانتا، فنلاند استفاده می‌شود

فناوری سیکل رانکین آلی کاربردی بسیاری دارد و بیش از ۲٫۷ گیگاوات ظرفیت نصب شده و ۶۹۸ نیروگاه شناسایی شده در سراسر جهان وجود دارد. در میان آنها، گسترده ترین‌ها و عبارتند از:

### بازیابی حرارت تلف شده
بازیابی حرارت تلف شده یکی از مهم‌ترین زمینه‌های توسعه داده شده برای (ORC) است. می‌تواند به عنوان گرما و نیروگاه‌ها (به عنوان مثال یک نیروگاه تولید همزمان برای گرمایش آب) یا به فرایندهای صنعتی و کشاورزی مانند تخمیر آلی، گازهای خروجی داغ از اجاق‌ها یا کوره‌ها (به عنوان مثال کوره آهک و سیمان)، گازهای خروجی از وسایل نقلیه، خنک کن میانی کمپرسور، کندانسور یک سیکل قدرت و … اعمال شود.

### نیروگاه زیست توده
زیست توده در سراسر جهان در دسترس است و می‌تواند برای تولید برق در نیروگاه‌های کوچک تا اندازه متوسط استفاده شود. مشکل هزینه‌های سرمایه‌گذاری برای ماشین آلات، مانند دیگ بخار بخاطر فشار کم‌کار در نیروگاه‌های ORC برطرف شده‌است. مزیت دیگر عمر طولانی دستگاه به علت ویژگی‌های مایع کارایی است که بر خلاف بخار، خبری از خوردگی و ساییدگی پره‌های توربین نیست. فرایند ORC نیز برای غلبه بر مقدار نسبتاً کم سوخت ورودی موجود در بسیاری از مناطق کمک می‌کند، زیرا نیروگاه کارآمد ORC برای ساختارهای کوچکتر امکان‌پذیر است.

### نیروگاه زمین گرمایی
منابع حرارتی ژئوترمال بین دمای ۵۰ تا ۳۵۰ متغیر هستند؛ بنابراین ORC کاملاً برای این کاربرد سازگار است. با این حال، مهم است که به خاطر داشته باشید که برای منابع زمین گرمایی دمای پاییت (معمولاً کمتر از ۱۰۰ درجه سیلسیوس)، بهره‌وری بسیار پایین است و به شدت به درجه حرارت سینک حرارت (تعریف شده توسط دمای محیط) بستگی دارد.

### توان حرارتی خورشیدی
چرخه رانکین آلی می‌تواند به جای چرخه رانکین بخار معمولی در فناوری سهموی خورشیدی استفاده شود. ORC اجازه تولید برق در ظرفیت‌های پایین‌تر و با دمای پایین‌تر کالکتور و از این رو امکان ایجاد یک واحد کم هزینه، کوچک مقیاس و غیرمتمرکز CSP را نیز فراهم می‌کند.

## انتخاب سیال عامل
انتخاب سیال عامل اهمیت کلیدی در سیکل رانکین دما پایین دارد. به علت دمای کم، ناکارآیی انتقال گرما بسیار مضر است. این ناکارآمدی به شدت به ویژگی‌های ترمودینامیکی مایع و شرایط کاری بستگی دارد.
به منظور بازیابی حرارت دما پایین، سیال دارای نقطه جوش پایین‌تر از آب است. مبردها و هیدروکربن‌ها دو عنصر رایج در این سیکل‌ها هستند.
مشخصات بهینه سیال عامل:
- منحنی بخار اشباع ایزوتروپیک:

از آنجا که هدف ORC تمرکز بر بازیابی حرارت دما پایین است، رویکرد تبخیر فوق اشباع مانند سیکل رنکین سنتی مناسب نیست؛ بنابراین، فوق اشباع کم در خروجی اواپراتور همیشه ترجیح داده می‌شود، که برای مایع «تر» (که در حالت دو فازی در انتهای انبساط است) مضر است. در مورد مایعات خشک، یک بازیاب حرارتی باید استفاده شود.
- نقطه انجماد کم، دمای پایداری بالا:

بر خلاف آب، مایعات آلی معمولاً از مشکل فروپاشی شیمیایی و تجزیه در دمای بالا رنج می‌برند؛ بنابراین حداکثر دمای منبع داغ به دلیل پایداری شیمیایی سیال کار محدود می‌شود. نقطه انجماد باید پایین‌تر از پایین‌ترین درجه حرارت سیکل باشد.
- گرمای تبخیر و چگالی بالا:

سیال با گرما نهان و چگالی بالا، انرژی بیشتری را از منبع در تبخیر کننده جذب می‌کند و بنابراین دبی جریان مورد نیاز، اندازه تجهیزات و مصرف پمپ را کاهش می‌دهد.
- تأثیرات کم محیط زیست

پارامترهای کلیدی برای سنجش میزان ثر محیط زیستی عبارتند از: پتانسیل تخریب ازن (ODP) و پتانسیل گرم شدن جهانی (GWP).
- ایمنی

سیال باید غیرخورنده، غیرقابل اشتعال و غیر سمی باشد. استاندار ASHRAE با طبقه‌بندی سیالات می‌تواند به عنوان یک شاخص سطح ایمنی سیال استفاده شود.
- در دسترس بودن و هزینه کم
- فشار قابل قبول

### نمونه‌هایی از سیالات کاری
- CFCs: ممنوع شده توسط پروتکل مونترال به علت تخریب ازن (به عنوان مثال R-11، R-12)
- HCFCs: خارج شده به دلیل اصلاحیه کپنهاگ به پروتکل مونترال (به عنوان مثال R-22، R-123)
- HFCs (به عنوان مثال R134a , R245fa)
- HCs: مواد قابل اشتعال، عموماً فراورده‌های فرعی گازی (مانند ایزوبوتان، پنتان، پروپان)
- PFCها[۱۱]

## مدل‌سازی سیستم‌های ORC
شبیه‌سازی چرخه‌های ORC نیاز به حل کننده عددی دارد که در آن معادلات تعادل جرم و انرژی، انتقال حرارت، افت فشار، تلفات مکانیکی، نشت و غیره اجرا می‌شود. مدل‌های ORC را می‌توان به دو نوع اصلی تقسیم کرد: حالت پایدار و پویا. مدل‌های حالت پایدار برای هر دو حالت طراحی (یا اندازه) و برای شبیه‌سازی حالت بار جزئی مورد نیاز است. از سوی دیگر، مدل‌های دینامیکی همچنین برای انباشت انرژی و جرم در اجزای مختلف استفاده می‌شود. آنها به ویژه برای پیاده‌سازی و شبیه‌سازی استراتژی‌های کنترل، به عنوان مثال در هنگام شروع، بسیار مفید هستند. از دیگر جنبه‌های کلیدی مدل‌سازی ORC محاسبه خواص ترمودینامیکی سیالات آلی است. معادله حالت (EOS) مانند Peng-Robinson نباید استفاده شود زیرا دقت آنها کم است. معادله حالت چند پارامتری باید ترجیح داده شود.
ابزارهای متفاوتی برای اهداف فوق موجود است، هر کدام مزایا و معایبی دارد. معمول‌ترین آن‌ها در گزارش زیر موجود است.
| ابزار                                       | علیت                | توزیع               | مثالهای موجود در اینترنت                                           | شرح |                     |
| ابزار مدل‌سازی ثابت:                         | ابزار مدل‌سازی ثابت: | ابزار مدل‌سازی ثابت: | ابزار مدل‌سازی ثابت:                                                | ابزار مدل‌سازی ثابت: | ابزار مدل‌سازی ثابت: |
| ------------------------------------------- | ------------------- | ------------------- | ------------------------------------------------------------------ | --- | ------------------- |
| ProSimPlus                                  | /                   | غیر رایگان          | جزئیات نرم‌افزار                                                    | آسان برای شبیه‌سازی حالت پایدار و بهینه‌سازی فرایندهای که شامل یک بسته کامل ترمودینامیک است. |                     |
| EES                                         | Acausal             | غیر رایگان          | مدل ORC ساده در EES بایگانی‌شده در ۴ مارس ۲۰۱۶ توسط Wayback Machine | حلگر محبوب که شامل یک پایگاه داده از خواص ترمودینامیکی مایع و حمل و نقل است. |                     |
| AxCYCLE                                     | Acausal             | غیر رایگان          | جزئیات نرم‌افزار                                                    | برای شبیه‌سازی ترمودینامیکی و تعادل حرارتی محاسبات از تولید گرما و چرخه انرژی الکتریکی، پلت فرم نرم‌افزار AxCYCLE ™ به کاربران اجازه می‌دهد تا به سرعت و کارآمد طراحی، تحلیل و بهینه‌سازی سیستم‌های ترمودینامیکی را انجام دهند. |                     |
| MATLAB                                      | Causal              | غیر رایگان          |                                                                    | زبان سطح بالا و محیط تعاملی برای محاسبات عددی، تجسم و برنامه‌نویسی |                     |
| LMS Imagine.Lab Amesim                      | Causal و Acausal    | غیر رایگان          |                                                                    | محیط توسعه گرافیکی و کتابخانه‌های فیزیکی معتبر و بسته‌بندی شده برای شبیه‌سازی سیستم |                     |
| GT-SUITE                                    | Acausal             | غیر رایگان          | کامینز سوپر کامیون WHR                                             | محیط مدل‌سازی چند فیزیکی کامل برای مدل‌سازی یکپارچه سیستم طراحی شده‌است |                     |
| Scilab                                      | Acausal             | متن باز             | مدل ORC ساده                                                       | جایگزین متن باز به Matlab. |                     |
| Cycle-Tempo                                 | Causal              | غیر رایگان          |                                                                    | ابزار برای تجزیه و تحلیل ترمودینامیکی و بهینه‌سازی سیستم‌های تولید برق، گرما و تبرید |                     |
| ابزار مدل‌سازی دینامیکی:                     |                     |                     |                                                                    | |                     |
| Modelica                                    | Acausal             | متن باز             | مدل دینامیکی سیستم بازیافت حرارت                                   | Object-oriented, declarative، چند domain modeling language برای مدل‌سازی جزء گرا از سیستم‌های پیچیده |                     |
| سیمولینک                                    | Causal              | غیر رایگان          |                                                                    | محیط دایره ای برای شبیه‌سازی چند منظوره و طراحی مبتنی بر مدل |                     |
| GT-SUITE                                    | Acausal             | غیر رایگان          | کامینز سوپر کامیون WHR                                             | محیط مدل‌سازی چند فیزیکی کامل برای مدل‌سازی یکپارچه سیستم طراحی شده‌است |                     |
| تصور کنید LMS آزمایشگاه Amesim              | Causal و Acausal    | غیر رایگان          | مدل مقیاس کوچک ORC با ابزار شبیه سازی AMESim [...]                 | محیط توسعه گرافیکی و کتابخانه‌های فیزیکی معتبر و بسته‌بندی شده برای شبیه‌سازی سیستم |                     |
| خواص ترموفیزیکی و حمل و نقل مایعات ارگانیک: |                     |                     |                                                                    | |                     |
| سیمولیس ترمودینامیک                         | /                   | غیر رایگان          |                                                                    | نرم‌افزار برای محاسبه تعادل خواص مخلوط و فاز مایع. |                     |
| CoolProp                                    | /                   | متن باز             |                                                                    | پلت فرم رایگان، پایگاه داده املاک رایگان در C ++ شامل مایعات خالص، مایعات شبه خالص و خواص مرطوب هوا است. |                     |
| Refprop                                     | /                   | غیر رایگان          |                                                                    | پایگاه داده خواص ترمودینامیکی و حمل و نقل مرجع مرجع |                     |
| FluidProp                                   | /                   | رایگان              |                                                                    | نرم‌افزار برای محاسبه خواص ترموفیزیکی مایعات |                     |
| AspenProp                                   | /                   | غیر رایگان          |                                                                    | نرم‌افزار برای محاسبه خواص ترموفیزیکی مایعات |                     |

- سیکل رانکین
- چرخه ترمودینامیکی
- هزینه نسبی تولید برق از منابع مختلف
- راه اندازی نفتا
- سیالات عامل